# Нижнедевицк (станция)
Нижнедевицк — железнодорожная станция однопутной неэлектрифицированной линии Курск — Воронеж, соединена со станцией Благодатенская в западном направлении и остановочным пунктом 179 км в восточном направлении этой же линии. Станция относится к Лискинскому региону Юго-Восточной железной дороги. Расположена в поселке Нижнедевицк (не следует путать с районным центром - Нижнедевицк) Нижнедевицкого района Воронежской области. Станция открыта для грузовой работы. 

## Сообщение
По состоянию на 2019 год пригородное сообщение осуществляется по направлениям: Касторная — Нижнедевицк — Курбатово — Воронеж.
От Нижнедевицка до Воронежа и обратно в сутки проходит не менее 3 пар поездов. От Нижнедевицка до Касторной (без разделения на Касторную-Курскую и Касторную-Новую) и обратно в сутки проходит не менее 1 пары поездов.
По состоянию на 2019 год поезда дальнего следования на станции не останавливаются.